# Kandahar (provincie)
Kandahar of Kandahār (ook wel Qandahar) is een van de vierendertig provincies van Afghanistan. De hoofdstad van de provincie is de stad Kandahār.
De provincie is de belangrijkste provincie voor de Pathanen.

## Geschiedenis
De stad Kandahār (Oud-Kandahar) dateert uit het midden van het eerste millennium voor Christus. De stad ligt strategisch op de handelsroutes die India en het Midden-Oosten met elkaar verbinden.
Het oude Kandahar werd in 1738 verlaten nadat het was ingenomen door de Perzische koning Nadir Shah Afshar. Enkele jaren later werd enkele kilometers naar het oosten een nieuwe stad gesticht, de huidige hoofdstad Nieuw Kandahar.
Tijdens de Sovjet-bezetting (1979-1989) was het Sovjetcommandocentrum gevestigd in Kandahār. Tijdens het Taliban-regime (1994-2001) was Kandahār de officieuze hoofdstad van het Islamitisch Emiraat Afghanistan, zoals het land toen genoemd werd, en de zetel van mullah Omar.

## Districten
Kandahār bestaat uit 17 districten:
- Arghandab
- Arghistan
- Daman
- Dand
- Ghorak
- Khakrez
- Maruf
- Maywand
- Miyannasheen
- Naish
- Panjwai
- Raigistan
- Shah Wali Kot
- Shorabak
- Spin Boldak
- Takhtapool
- Zhari

Badakhshān · Bādghīs · Baghlān · Balkh · Bāmyān · Dāykundī · Farāh · Fāryāb · Ghaznī · Ghōr · Helmand · Herāt · Jowzjān · Kābul · Kandahār · Kāpīsā · Khōst · Kunar · Kunduz · Laghmān · Lōgar · Nangarhār · Nīmrōz · Nūristān · Paktiyā · Paktīkā · Panjshayr · Parwān · Samangān · Sar-e Pul · Takhār · Uruzgān · Wardak · Zābul